# Mariano Barbacid
Mariano Barbacid Montalbán (* 4. Oktober 1949 in Madrid) ist ein spanischer Biologe und Krebsforscher.
Barbacid erwarb an der Universität Complutense Madrid Studienabschlüsse in Chemie und 1971 in Biochemie und 1974 an der Universität Complutense und dem Consejo Superior de Investigaciones Científicas (CSIC) einen Ph.D., ebenfalls in Biochemie. Als Postdoktorand arbeitete er am National Cancer Institute (NCI) in Bethesda, Maryland, wo ihm 1978 Stuart A. Aaronson eine Stelle als Forschungsgruppenleiter gab. 1984 übernahm er die Leitung der Abteilung für Erforschung der Krebsentstehung des NCI in Frederick, Maryland. 1988 wechselte Barbacid als geschäftsführender Direktor an die Abteilung für Molekularbiologie des Bristol-Myers Squibb Pharm. Research Institute (BMSPRI) in Princeton, New Jersey, 1992 wurde er Vizepräsident der Molekularbiologie und der onkologischen Pharmaforschung (drug discovery) des BMSPRI. Von 1998 bis 2011 war er Gründungsdirektor des Centro Nacional de Investigaciones Oncologicas in Madrid, des spanischen nationalen Krebsforschungsinstituts. Seit 2011 konzentriert er sich dort auf seine eigene Forschung.
Mariano Barbacid ist vor allem für seine Beiträge zur Entdeckung des H-RAS bekannt, des ersten entdeckten Proto-Onkogens, und zur ersten Identifizierung einer Mutation des H-RAS, die mit Krebs assoziiert ist. Wichtige Beiträge konnte er auch zur Erforschung von Neurotrophinen leisten: Er entdeckte die Trk-Genfamilie für Tyrosinkinase-Rezeptoren und konnte zeigen, dass diese die Signalübertragung der Neurotrophine vermitteln. Er trug zur Klärung der Bedeutung der Cyclin-abhängigen Kinasen für Zellzyklus und Zellproliferation bei. Jüngere Arbeiten befassen sich mit neuen Tiermodellen für Krebserkrankungen und der Identifizierung von Zielmolekülen für potentielle Krebsmedikamente. Barbacid hat (Stand September 2024) einen h-Index von 126.
Barbacid erhielt zahlreiche Auszeichnungen, darunter 1988 den Dr. Josef Steiner Krebsforschungspreis, 1994 den Neuronal Plasticity Prize der Fondation Ipsen, 1995 ein Ehrendoktorat der Universidad Internacional Menéndez Pelayo, 2005 den Charles Rodolphe Brupbacher Preis für Krebsforschung und 2011 ein Ehrendoktorat der Universidad de Cantabria. 1995 wurde er in die European Molecular Biology Organization gewählt, 2004 in die Academia Europaea, 2012 in die National Academy of Sciences.